# Becky Smith
Rebecca „Becky“ Gwendolyn Smith, nach Heirat Rebecca Gwendolyn Wiber, (* 3. Juni 1959 in Vancouver) ist eine ehemalige kanadische Schwimmerin. Sie gewann mit der Freistilstaffel und im Lagenschwimmen 1976 zwei olympische Bronzemedaillen. Einmal siegte sie mit der Freistilstaffel bei den Commonwealth Games, bei Schwimmweltmeisterschaften gewann sie eine Bronzemedaille.

## Karriere
Becky Smith stammt aus einer Familie, in der alle schwammen. Im Alter von vier Jahren begann sie in Edmonton zu schwimmen, mit sechs Jahren nahm sie erstmals an Wettkämpfen teil und mit acht Jahren absolvierte sie elf Trainingseinheiten die Woche. Bei den Canada Games gewann sie 1973 sechs Medaillen, davon fünf in Gold.
Ihre erste internationale Medaille gewann sie bei den British Commonwealth Games 1974 in Christchurch. Die kanadische 4-mal-100-Meter-Freistilstaffel mit Anne Jardin, Becky Smith, Gail Amundrud und Judy Wright gewann die Goldmedaille vor den Australierinnen. Auf der 100-Meter-Rückenstrecke belegte Smith den sechsten Platz. Außerdem trat Becky Smith über 200 Meter Lagen und über 400 Meter Lagen an. Auf beiden Strecken gewann sie die Silbermedaille hinter ihrer Landsfrau Leslie Cliff. 1975 bei den Weltmeisterschaften in Cali gewann Smith die Bronzemedaille mit der Freistilstaffel in der Aufstellung Gail Amundrud, Jill Quirk, Becky Smith und Anne Jardin. Über 200 Meter Lagen belegte sie den fünften Platz und über 200 Meter Schmetterling den achten Platz.
1976 war Montreal Austragungsort der Olympischen Spiele. Becky Smith verpasste als Elfte den Finaleinzug über 200 Meter Schmetterling. Über 400 Meter Lagen erreichten alle drei Kanadierinnen das Finale. Es gewann Ulrike Tauber aus der DDR vor den beiden Kanadierinnen Cheryl Gibson und Becky Smith, Joann Baker wurde Siebte. Zum Abschluss wurde die Freistilstaffel ausgetragen. Im Vorlauf qualifizierten sich Gail Amundrud, Barbara Clark, Debbie Clarke und Anne Jardin für das Finale. Im Finale schwammen Amundrud, Clark, Becky Smith und Jardin auf den dritten Platz hinter der US-Staffel und der Staffel aus der DDR. Ihr Vater und Trainer Don Smith war nicht mehr mit nach Montreal gekommen, er starb kurz nach dem Ende der Olympischen Spiele an Krebs.
Bei den Commonwealth Games 1978 in ihrer Heimatstadt Edmonton fanden die Schwimmwettkämpfe in der nach ihrem Vater benannten Schwimmanlage statt. Becky Smith belegte den vierten Platz im 100-Meter-Rückenschwimmen. Über 200 Meter Lagen gewann sie die Bronzemedaille hinter der Australierin Sharron Davies und der Neuseeländerin Rebecca Perrott. Sharron Davies siegte auch über 400 Meter Lagen, dahinter gewann Becky Smith die Silbermedaille und Cheryl Gibson die Bronzemedaille. Zum Abschluss ihrer Karriere belegte Becky Smith bei den Schwimmweltmeisterschaften 1978 in West-Berlin den achten Platz auf den beiden Lagen-Distanzen.
Becky Smith heiratete und war als Becky Wiber dreißig Jahre lang als Lehrerin in Edmonton tätig. Von den acht Kindern von Gwen und Don Smith waren außer Becky auch George Smith (* 1949), Susan Smith (* 1950) und Graham Smith (* 1958) Olympiateilnehmer.